# 전투 시뮬레이션 게임
전투 시뮬레이션은 실제 사용자가 전쟁에 참여하여 전투를 하는 것을 흉내낸 것으로, 사용자는 각종 게임 내 모형을 조작하여, 실시간 전투의 긴장감을 즐길 수 있다.
한편, 일인칭 슈팅게임과 다른 점은 게임 조작이 매우 세밀하여, 일상적인 스트레스 해소 차원이 아닌 조종사의 훈련처럼 실전 훈련용으로 이용되기도 한다는 것이다. 대표적인 게임으로는 리그 오브 레전드, 팰컨 4.0 얼라이드 포스 등이 있다.